# 田中清明
田中 清明（たなか きよあき、1912年〈明治45年〉- 2000年〈平成12年〉）は昭和時代の日本の軍人。残留日本兵。熊本県出身。第二次世界大戦でフィリピン、ジャワなどを転戦後、1944年（昭和19年）マレーシアの日系企業、日南製鉄に勤める。同僚の橋本恵之とともにマラヤ共産党に入党しジャングルで反英・反マレーシア政府闘争を続行。田中、橋本によれば名前のわかるだけでも少なくとも20人の日本人がゲリラに参加していた。和平成立により1990年（平成2年）1月13日に46年ぶりに帰国した。